# Siegfried Gasser

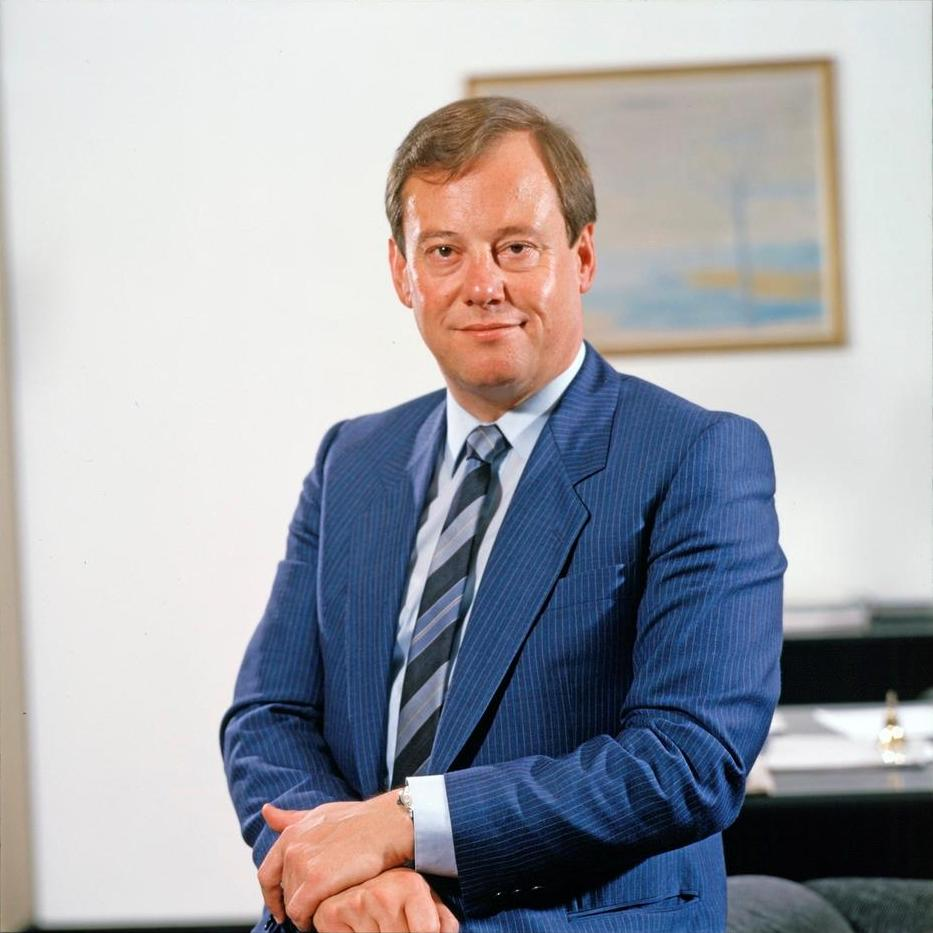
Siegfried Gasser als Landesstatthalter (1984)

Siegfried Gasser (* 16. Juli 1941 in Saarwellingen, Deutschland; † 2. Mai 2022) war ein österreichischer Politiker (ÖVP). Gasser war Bürgermeister der Stadt Bregenz sowie Landesstatthalter und Landtagspräsident des österreichischen Bundeslands Vorarlberg.

## Lebensweg
Siegfried Gasser wurde am 16. Juli 1941 als Sohn von Siegfried und Mathilde Gasser (geb. Becker) in Saarwellingen im Saarland geboren. Er wuchs in Schruns auf und besuchte in der Montafoner Gemeinde die Volks- und die Hauptschule. Ab 1955 besuchte er die Bundeshandelsakademie Bregenz. Nach bestandener Matura arbeitete Gasser als kaufmännischer Angestellter, bevor er seinen Präsenzdienst ableistete.
Anschließend studierte er bis 1966 Volkswirtschaft an der rechtswissenschaftlichen Fakultät der Universität Innsbruck. Ab 1961 war er Mitglied der katholischen Studentenverbindung AV Austria Innsbruck.

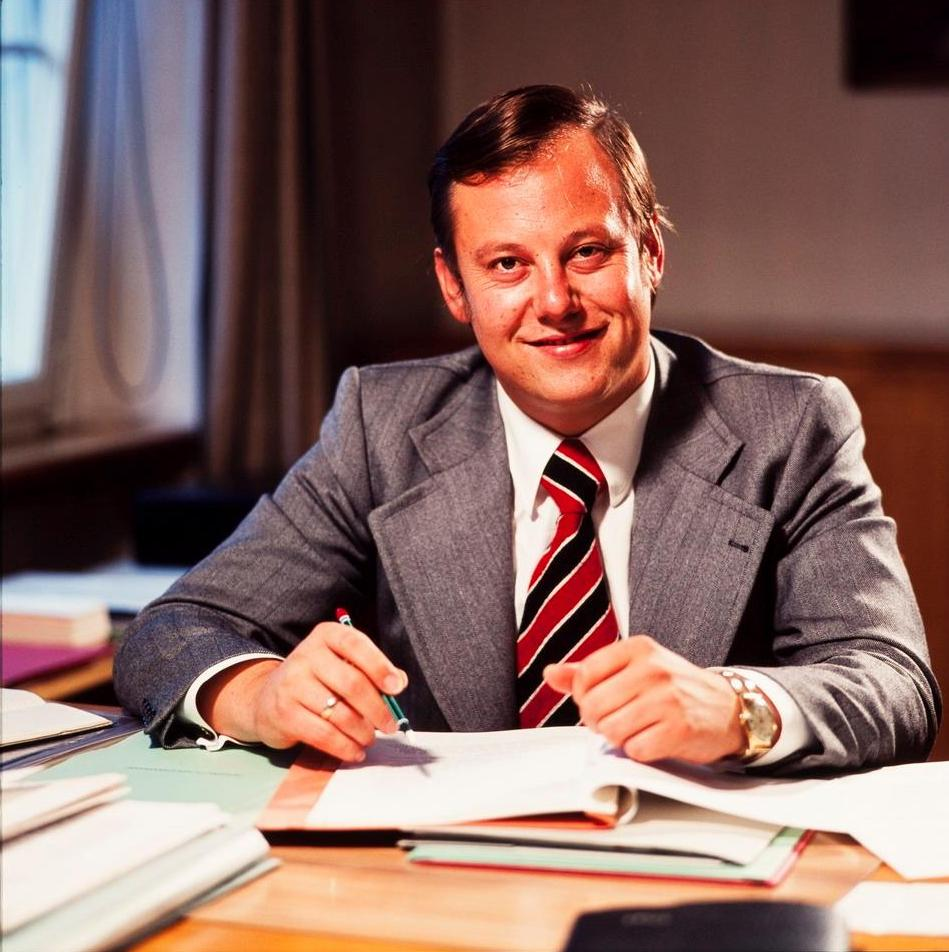
Siegfried Gasser als Landesrat (1973)

1966 heiratete er Maria Fürst (1938–2010), mit der er zwei Söhne hatte. Von 1968 bis 1979 war Gasser Geschäftsführer des Vorarlberger Rechenzentrums in Dornbirn. Siegfried Gasser starb im Mai 2022 im Alter von 80 Jahren.

## Politische Karriere
Im Jahr 1970 wurde Siegfried Gasser Mitglied der Bregenzer Stadtvertretung sowie Stadtparteiobmann der Österreichischen Volkspartei in der Vorarlberger Landeshauptstadt. Ab 1972 bekleidete er das Amt des ÖVP-Bezirksparteiobmanns. Ein Jahr später wurde er als 32-Jähriger als jüngster Landesrat Österreichs mit den Ressorts Pflichtschulen und Kindergärten, Wohnungswesen und Wohnbauförderung, Inneres, Verkehrsrecht und Gastarbeiterwesen in die Vorarlberger Landesregierung betraut.
Von 1984 bis 1990 war Gasser als Stellvertreter der Landeshauptmänner Herbert Keßler und Martin Purtscher Landesstatthalter von Vorarlberg. Im Jahr 1990 wurde er von der Bregenzer ÖVP für das Bürgermeisteramt nominiert, im Anschluss an die Gemeindevertretungswahl von der Gemeindevertretung zum Bürgermeister gewählt und daher als Bürgermeister der Landeshauptstadt von Vorarlberg angelobt.
Nach der Landtagswahl im September 1994 wurde Siegfried Gasser zudem zum Landtagspräsidenten des Vorarlberger Landtags gewählt. Im Jänner 1998 übergab Gasser das Amt des Bürgermeisters der Stadt Bregenz an Markus Linhart und nach der Landtagswahl in Vorarlberg 1999 das Amt des Landtagspräsidenten an Manfred Dörler.

## Auszeichnungen
- 1989: Großes Goldenes Ehrenzeichen mit dem Stern für Verdienste um die Republik Österreich[4]
- 1994: Goldenes Ehrenzeichen des Landes Vorarlberg
- 1996: Anton-Bruckner-Ring
- 1999: Großes Silbernes Ehrenzeichen am Bande für Verdienste um die Republik Österreich[5]